# 阿鲁啸鹟
阿鲁啸鹟（学名：Pachycephala monacha），是啸鹟科啸鹟属的一种，分布于印度尼西亚和巴布亚新几内亚。该物种的保护状况被评为无危。
阿鲁啸鹟的栖息地包括种植园、亚热带或热带严重退化的前森林、亚热带或热带的湿润低地林和乡村花园。